# Vincent Le Quellec
Pour les articles homonymes, voir Le Quellec.
Vincent Le Quellec, né le 8 février 1975 à Lannion, est un ancien coureur cycliste français spécialiste de la piste, en particulier de la vitesse. 

## Biographie

### Les débuts
En 1993, il dispute ses premiers championnats de France en catégorie junior. Il prend la deuxième place du tournoi de vitesse et du kilomètre. L'année suivante, on le retrouve avec les professionnels. Il termine à une bonne cinquième place du championnat du kilomètre remporté par Florian Rousseau. 1995 marque l'année de ses premières finales en vitesse. Il gagne celle des championnats d'Europe espoirs mais s'incline lors du championnat de France face à Rousseau.

### Championnats du monde
Il obtient sa sélection en vitesse par équipes pour les championnats du monde 1997 au côté d'Arnaud Tournant et de Florian Rousseau. Ils décrochent le titre face aux Allemands, le premier d'une longue série pour la France. Il remporte également cette année le championnat du monde du kilomètre militaire.
L'année suivante, il signe un contrat avec Cofidis. Il conserve son titre de champion du monde à Bordeaux. Il remporte une épreuve de coupe du monde à Hyères. Malgré ses bons résultats, il est remplacé par Laurent Gané au sein de l'équipe de France. Il s'incline en finale du championnat de France de vitesse et décide de quitter la sphère professionnelle à l'âge de 25 ans en 2000.

### Reconversion
Pendant quelques années, il est membre à part entière du club France où il suit l'entraînement de Daniel Morelon. Par la suite, il est employé à la SNCF au titre de sportif de haut niveau.

## Palmarès

### Championnats du monde
- Perth 1997
  -  Champion du monde de vitesse par équipes (avec Arnaud Tournant et Florian Rousseau)
- Bordeaux 1998
  -  Champion du monde de vitesse par équipes (avec Arnaud Tournant et Florian Rousseau)

### Coupe du monde
- 1998
  - 1er de la vitesse par équipes à Hyères (avec Hervé Thuet et Cédric Hervé)
- 1999
  - 1er de la vitesse par équipes à Cali (avec Arnaud Tournant et Mickaël Bourgain)
  - 2e de la vitesse individuelle à Cali

### Championnats d'Europe
- 1995
  -  Champion d'Europe de vitesse espoirs
- 1996
  -  Champion d'Europe de vitesse par équipes

### Championnats de France
- Champion de France du keirin en 2001